# Giuseppe Tornielli Brusati di Vergano
Giuseppe Tornielli Brusati di Vergano (Novara, 12 febbraio 1836 – Parigi, 9 aprile 1908) è stato un diplomatico e politico italiano.
Fu nominato senatore del Regno d'Italia nel 1879.

## Biografia
Consigliere provinciale di Novara, Tornielli è entrato nella carriera diplomatica come Capo di Gabinetto del Ministro degli affari esteri nel 1867; ha retto la divisione politica del Ministero dal 1868 al 1875, quando fu nominato per la prima volta Maestro di cerimonie onorario del Re (6 maggio 1875).
Successivamente fu inviato ad Atene (1876) e, il 2 aprile 1876  fu richiamato al Ministero quale Segretario generale, carica che resse sino al 3 giugno 1878.
Fu poi per breve tempo nuovamente Maestro di cerimonie onorario del Re (1878) e ancora Segretario generale del Ministero degli Affari Esteri (19 dicembre 1878-6 luglio 1879), la più alta carica della diplomazia.
Contemporaneamente venne nominato Senatore del regno. Proseguì la sua lunga carriera diplomatica quale Ministro plenipotenziario a Bucarest (1879), a Belgrado (1879), a Madrid (1887), a Londra (1889) e a Parigi (dal 3 febbraio 1895), ove morì il 9 aprile 1908, ambasciatore decano della diplomazia italiana.
Fra i suoi collaboratori, è da citare Raniero Paolucci di Calboli, che ne sposò anche una nipote, sia per la carriera di diplomatico del Paolucci sia per essersi costui interessato all'Affare Dreyfus quando era a Parigi con Tornielli, raccogliendo così una vasta mole di materiale sulla questione.

### Vita privata

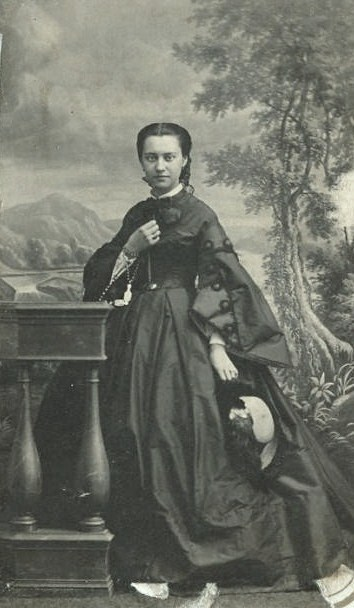
La moglie Olga Tornielli Brusati.

Sposò Olga Rostopchine (5 settembre 1837–19 dicembre 1916), figlia di Evdokija Petrovna Rostopčina.